# Шурпенко, Дмитрий Васильевич
Дмитрий Васильевич Шурпенко (1915—1943) — участник Великой Отечественной войны, командир взвода 151-го стрелкового полка (8-я стрелковая дивизия, 13-я армия, Центральный фронт), старшина. Герой Советского Союза (1943).

## Биография
Родился 11 февраля 1915 года в селе Шумячи Климовичского уезда Могилёвской губернии (ныне Смоленской области) в семье крестьянина. Белорус.
Получил начальное образование. В возрасте шестнадцати лет уехал в Ростовскую область. До войны жил и работал в Таганроге.
В Красной Армии в 1937—1939 годах (службу проходил в Московском военном округе) и с 1943 года. После увольнения из армии в 1939 году поступил в московскую милицию. Был постовым милиционером 9-го отделения милиции в Москве. Учился в Ярославском военном пехотном училище.
Ушёл на фронт в Великой Отечественной войны в 1943 году. Командир взвода стрелкового полка старшина Дмитрий Шурпенко отличился при форсировании Днепра 24 сентября 1943 года в районе села Навозы (с 1962 года — село Днепровское, Черниговский район Черниговской области Украины). Под огнём противника умело организовал и без потерь осуществил переправу через Днепр на подручных средствах бойцов и вооружения полка. Участвовал в отражении нескольких немецких контратак.
5 октября 1943 года погиб в междуречье Днепра и Припяти около села Толстый Лес во время ожесточённых боёв с немецкой танковой дивизией.

## Награды
- Указом Президиума Верховного Совета СССР от 16 октября 1943 года присвоено звание Героя Советского Союза.
- Награждён орденом Ленина (1943) и двумя медалями «За отвагу» (июль и ноябрь 1941)[2].

## Память
- Мемориальная доска на здании отдела МВД России по Тверскому району Москвы, расположенном по адресу: улица Большая Дмитровка, дом 28/2 (в здании располагалось 9 отделение милиции, ставшее затем 108-м отделением)[3].